# Élections législatives pakistanaises de 1970
Les élections législatives pakistanaises de 1970 ont eu lieu le 7 décembre 1970. Il s'agit des premières élections ouvertes de l'histoire du pays et elles ont conduit à la défaite du pouvoir militaire, puis à une impasse entre les deux principaux vainqueurs. Cette situation amènera à l'éclatement entre la partie occidentale et orientale du Pakistan et à une guerre meurtrière qui permettra l'indépendance du Bangladesh.
L'élection est un compromis cédé par le pouvoir militaire face à un large mouvement de contestations qui éclate au Pakistan à la fin des années 1960 après dix ans du régime de Muhammad Ayub Khan. L'opposition gagne alors largement les élections, le Parti du peuple pakistanais remportant une majorité confortable au Pakistan occidental, alors que dans la partie orientale, la Ligue Awami s'impose totalement. Les revendications bengalies seront refusées par le pouvoir, conduisant à la guerre puis à l’indépendance du Bangladesh. Le pouvoir militaire perdant dans les urnes et sur le champ de bataille, finit par céder le pouvoir à Zulfikar Ali Bhutto.

## Contexte

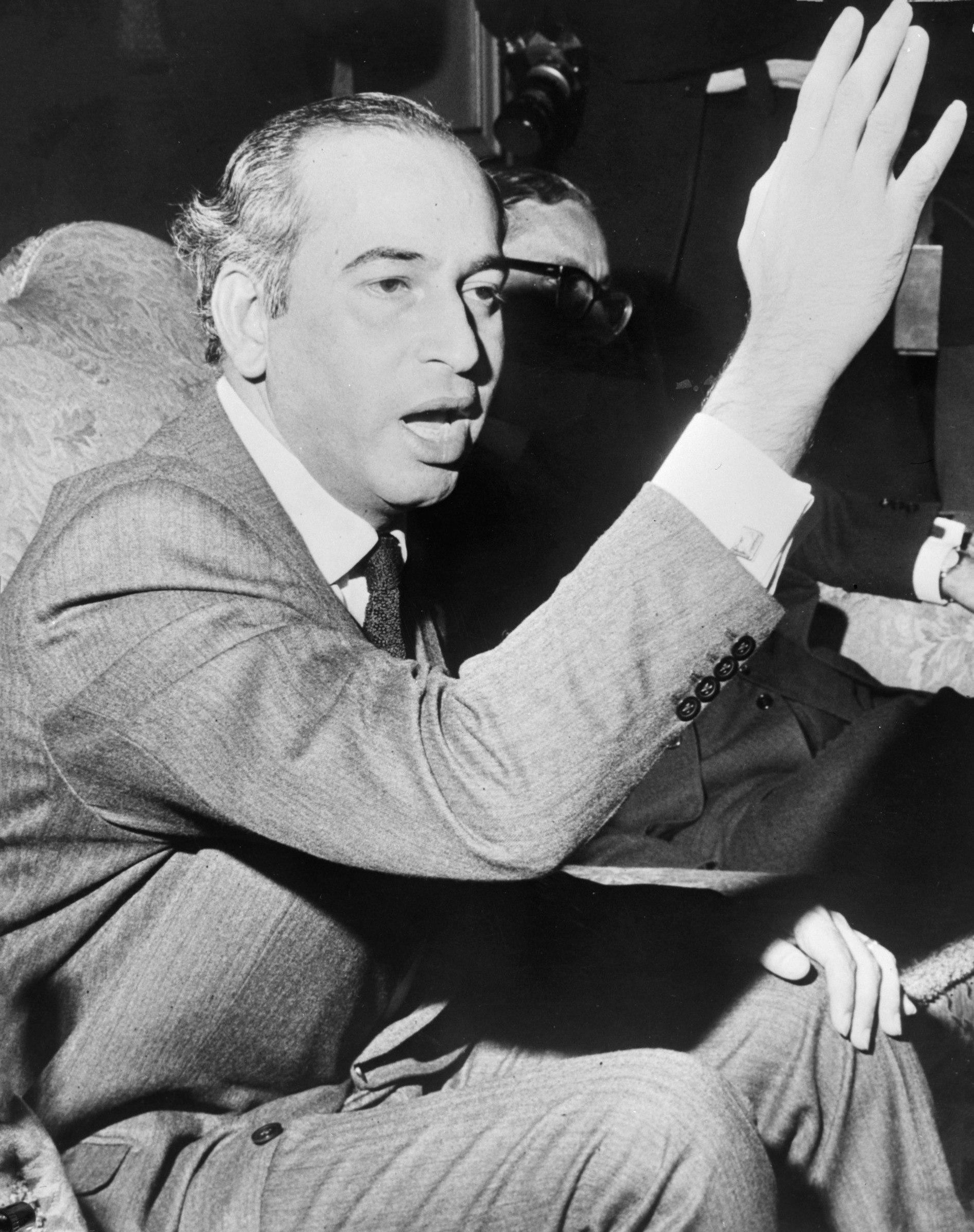
Zulfikar Ali Bhutto, ancien ministre d'Ayub Khan, devenu l'un de ses principaux opposants en 1968.

Les élections législatives de 1970 se déroulent peu avant la fin du premier régime militaire pakistanais. Le général Muhammad Ayub Khan avait pris le pouvoir en 1958 et imposé la loi martiale. Populaire au début de son mandat, son pouvoir s'est retrouvé de plus en plus contesté au milieu des années 1960. La deuxième guerre indo-pakistanaise en 1965 a notamment marqué un tournant, alors qu'il s'est retrouvé de plus en plus critiqué pour sa gestion du pays. Dès l'année 1968 éclate un grand mouvement de contestations qui touche tout le pays, mais plus particulièrement le Pakistan oriental. Dans ce dernier, la Ligue Awami réclame une forte autonomie pour la province au travers du mouvement en six points. Pour le côté occidental, la fronde est notamment menée par Zulfikar Ali Bhutto, ancien ministre des affaires étrangères d'Ayub Khan qui a fondé le Parti du peuple pakistanais, d'orientation socialiste. Le mouvement est violemment réprimé, notamment dans le Pakistan oriental où le meneur Sheikh Mujibur Rahman est accusé de sédition et emprisonné en 1968. 
Face à la contestation qui prend de l'ampleur et dégénère, Ayub Khan est poussé à la démission en 1969 et est remplacé le 25 mars par Muhammad Yahya Khan. Celui-ci impose à nouveau la loi martiale et abroge la Constitution de 1962. Toutefois, il choisit de négocier avec l'opposition puis élabore une constitution provisoire prévoyant des élections législatives nationales et provinciales ouvertes, les premières de l'histoire du pays. Il met en place pour ce faire une commission électorale composée de trois membres, dont un ancien juge renommé originaire du Pakistan oriental.

## Campagne et partis en lice

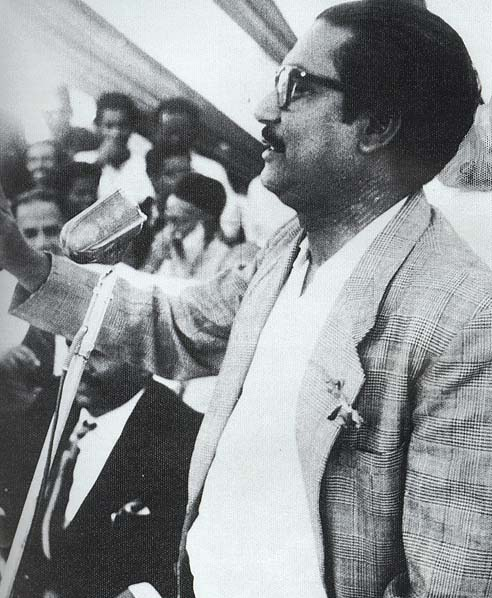
Le Sheikh Mujibur Rahman annonçant les revendications de la Ligue Awami en six points.

Alors que les revendications bengalies se multiplient au Pakistan oriental, le pouvoir décide d'attribuer la majorité des sièges nationaux à la province, conformément à son poids démographique, alors qu'elle ne disposait que de la moitié des sièges jusqu'ici. À la base prévu pour le mois d'octobre 1970, le scrutin est reporté pour cause de sévère moussons et inondations au Pakistan oriental. Il se tiendra finalement le 7 et 17 décembre 1970, mais des élections partielles ont lieu le 17 janvier 1971 au Pakistan oriental pour cause de cyclone. 
À l'inverse des élections tenues sous le régime de Muhammad Ayub Khan, les partis politiques sont librement autorisés à participer et à faire campagne à partir du 1er janvier 1970. Au total, près de 24 partis participent au scrutin. Le pouvoir militaire soutient largement les différents partis conservateurs et islamistes, dont surtout la Ligue musulmane d'Abdul Qayyum Khan, en lui fournissant des moyens financiers et des avantages. Face au pouvoir, les deux partis ayant émergé durant la contestation se démarquent nettement. Le Parti du peuple pakistanais de Zulfikar Ali Bhutto mène campagne uniquement dans le Pakistan occidental, sur le thème du socialisme et de la lutte contre la pauvreté. Suscitant l'engouement des foules lors de ses déplacements, il promet « du pain, des vêtements et un toit ». Les partis islamistes répondent en déclarant le socialisme hérétique, ce à quoi Bhutto répond en s'appuyant sur le « socialisme islamique ».

## Mode de scrutin
En 1970, Le président Muhammad Yahya Khan prend un décret (Legal Framework Order) prévoyant des mesures d'ordre constitutionnelles, dans le but de définir de manière provisoire les règles et enjeux et cette élection. Il prévoit notamment un Parlement unicaméral avec une Assemblée nationale qui siège à Dacca, et dont une majorité absolue des sièges (162 sur 300) seront dévolus au Pakistan oriental. Des élections pour les assemblées provinciales sont également prévues. Celles-ci passent de deux à cinq : si le Pakistan oriental reste une seule entité, le Pakistan occidental est de nouveaux divisé en quatre provinces : Pendjab, Sind, Province de la Frontière du Nord-Ouest et Baloutchistan, et leur pouvoir est accru. 
Les candidats sont quant-à eux élus au suffrage universel direct uninominal majoritaire à un tour, c'est-à-dire que chaque électeur vote dans sa circonscription pour un candidat et celui arrivant en tête à l'issue d'un unique tour est élu.

## Résultats

### Niveau national
| Partis                           | Voix       | %    | Sièges |
| -------------------------------- | ---------- | ---- | ------ |
| Ligue Awami                      | 12 937 162 | 39,2 | 160    |
| Parti du peuple pakistanais      | 6 148 923  | 18,6 | 81     |
| Jamaat-e-Islami                  | 1 989 461  | 6,0  | 4      |
| Conseil de la Ligue musulmane    | 1 965 689  | 6,0  | 2      |
| Ligue musulmane Qayyum           | 1 473 749  | 4,5  | 9      |
| Jamiat Ulema-e-Islam             | 1 315 071  | 4,0  | 7      |
| Jamiat Ulema-e-Pakistan          | 1 299 858  | 3,9  | 7      |
| Convention de la Ligue musulmane | 1 102 815  | 3,3  | 7      |
| Parti Awami national             | 801 355    | 2,4  | 6      |
| Parti démocratique du Pakistan   | 737 958    | 2,2  | 1      |
| Autres partis                    | 387 919    | 1,2  | 0      |
| Indépendants                     | 2 322 341  | 7,0  | 16     |
| Total                            | 33 004 065 | 100  | 300    |

### Niveau provincial
Les résultats pour les cinq assemblées provinciales sont sensiblement similaires aux résultats nationaux. La Ligue Awami obtient un quasi-monopole au Pakistan oriental alors que le Parti du peuple pakistanais remporte une majorité absolue au Pendjab et quasiment la même dans le Sind. Le Parti Awami national arrive lui en tête dans les deux autres provinces, le Baloutchistan et la Province de la Frontière-du-Nord-Ouest, mais les partis conservateurs et islamistes le talonnent. 
| Partis                           | Pakistan oriental | Pendjab | Sind | NWFP | Baloutchistan |
| -------------------------------- | ----------------- | ------- | ---- | ---- | ------------- |
| Ligue Awami                      | 288               | 0       | 0    | 0    | 0             |
| Parti du peuple pakistanais      | 0                 | 113     | 28   | 3    | 0             |
| Convention de la Ligue musulmane | 0                 | 15      | 4    | 1    | 0             |
| Ligue musulmane Qayyum           | 0                 | 6       | 5    | 10   | 3             |
| Conseil de la Ligue musulmane    | 0                 | 6       | 0    | 2    | 0             |
| Jamiat Ulema-e-Pakistan          | 0                 | 4       | 7    | 0    | 0             |
| Parti démocratique du Pakistan   | 2                 | 4       | 0    | 0    | 0             |
| Jamiat Ulema-e-Islam             | 0                 | 2       | 0    | 4    | 2             |
| Parti Awami national             | 1                 | 0       | 0    | 13   | 8             |
| Jamaat-e-Islami                  | 1                 | 1       | 1    | 1    | 0             |
| Autres ou indépendants           | 8                 | 29      | 15   | 6    | 7             |
| Total Source :                   | 300               | 180     | 60   | 40   | 20            |
| Source : Elections in Asia       |                   |         |      |      |               |

## Analyse

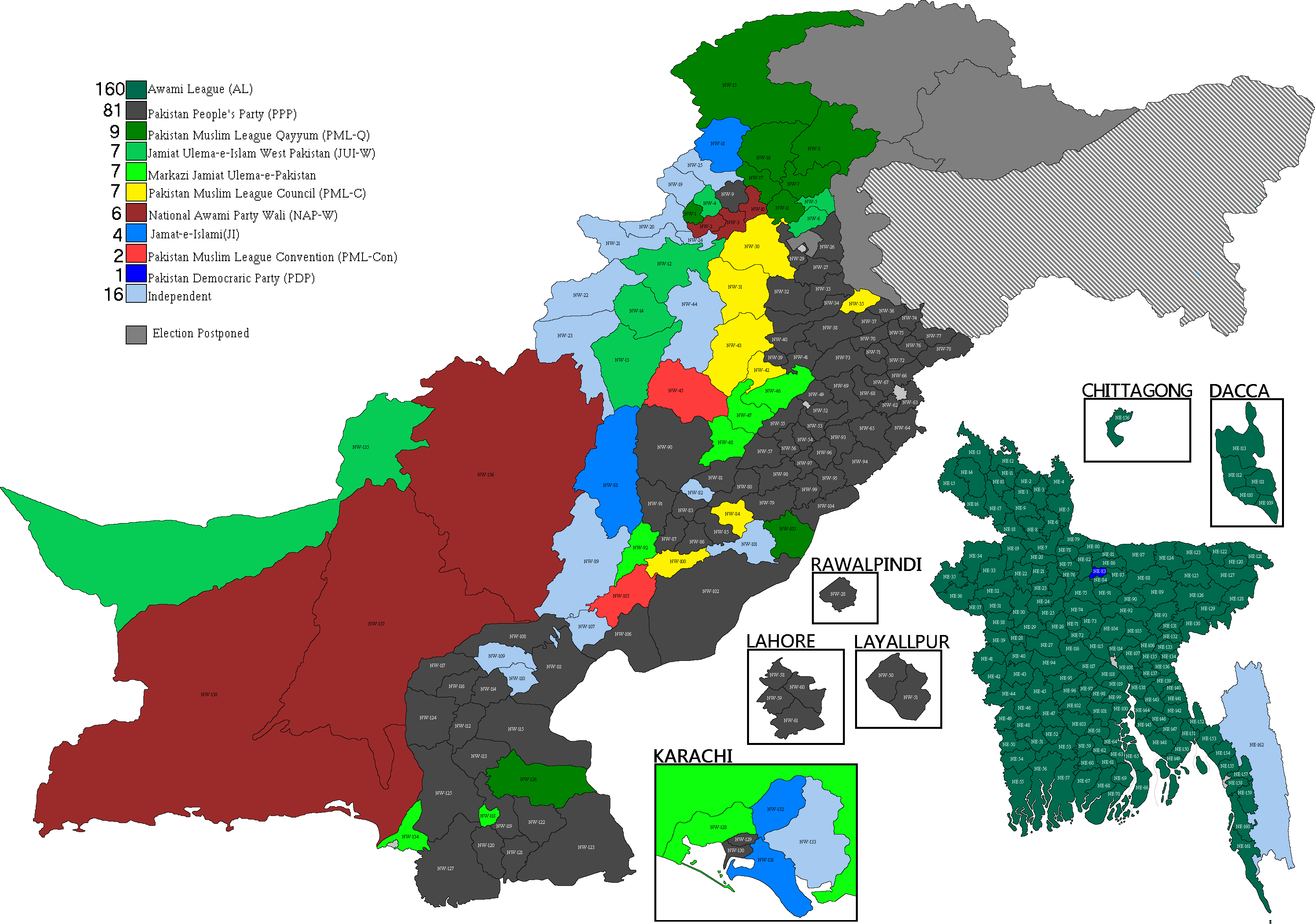
Parti arrivé en tête par circonscriptions.

Le scrutin marque une défaite majeure et humiliante pour le pouvoir militaire : les partis qu'il soutient ne s'imposent dans aucune province, en partie parce qu’ils se sont présentés en ordre dispersés. Au Pakistan occidental, le Parti du peuple pakistanais (PPP) remporte largement les deux principales provinces, le Pendjab et le Sind mais ne s'impose pas dans les deux autres, pour lesquelles le Parti Awami national obtient une majorité relative. L'étude détaillée des résultats démontrent même que beaucoup de soldats ont voté pour le PPP, illustrant les doutes de la base du pouvoir militaire. Au Pakistan oriental, les résultats sont bien plus clairs : la Ligue Awami remporte 160 des 162 sièges en jeu, déjouant tous les pronostics du pouvoir.

## Conséquences

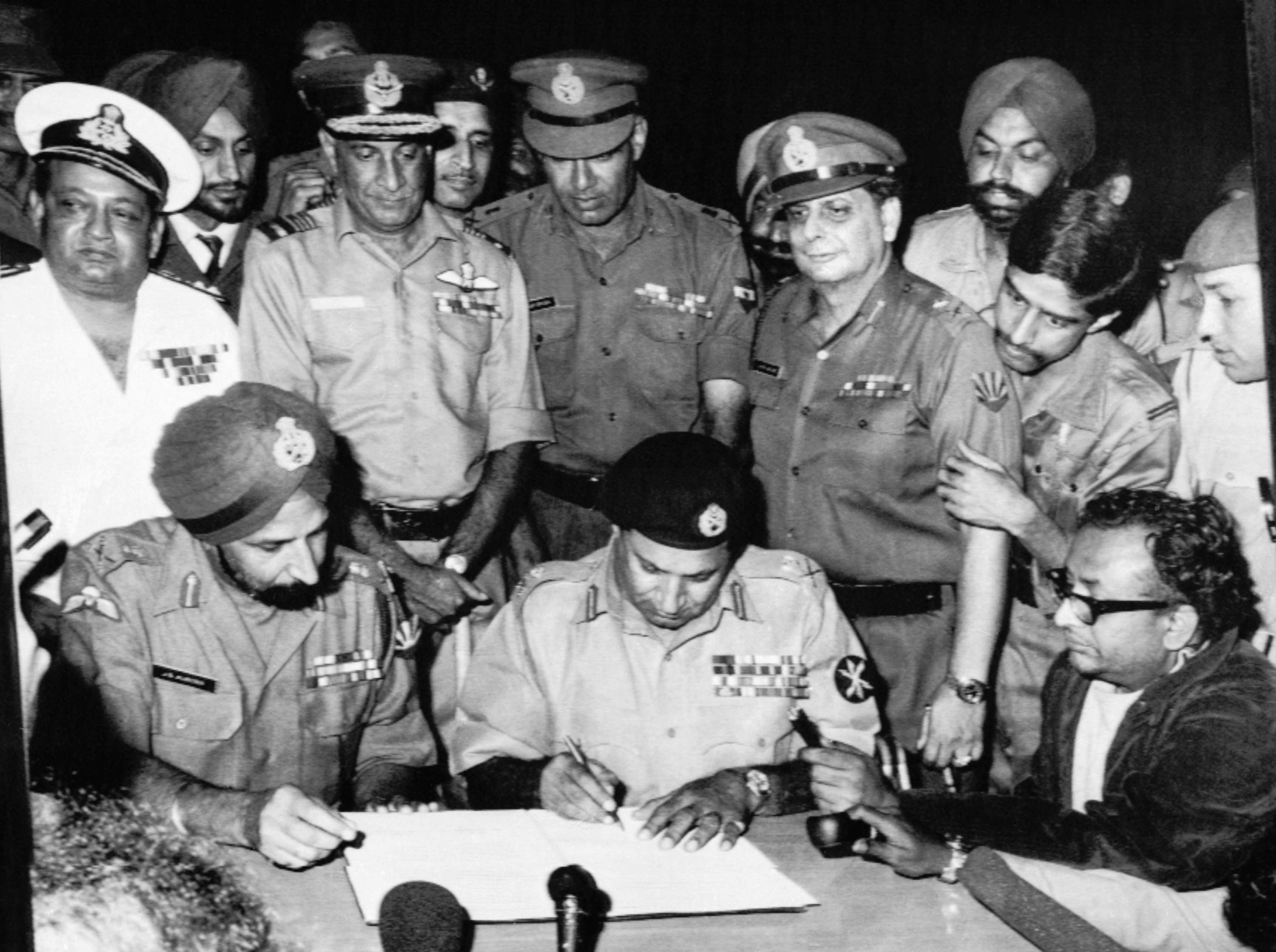
Les généraux pakistanais signant la défaite face à l'Inde en 1971.

Les résultats des élections de 1970 emportent deux principales conséquences : l'affaiblissement du pouvoir militaire de Muhammad Yahya Khan et l'échec de l'unité nationale. Le succès total de la Ligue Awami au Pakistan oriental permet au parti de remporter une majorité absolue à l'Assemblée nationale et donc potentiellement de gouverner seul l'intégralité du pays. Le pays prend alors conscience que la réalité démographique et le jeu démocratique confère quasiment automatiquement le pouvoir aux Bengalis. Le centre du pouvoir pakistanais a pourtant toujours résidé à l'ouest, et plus particulièrement dans le Pendjab. Zulfikar Ali Bhutto déclare alors que « la majorité n'est pas la seule chose à prendre en compte dans la politique nationale ». La Ligue Awami et Mujibur Rahman entendent à l'inverse mettre en œuvre leur projet de fédéralisation et d'autonomie du Pakistan oriental. Les négociations entre le pouvoir, le PPP et la ligue ne donnent rien et Mujibur Rahman réclame la fin de la loi martiale et le transfert des pouvoirs à l'Assemblée nationale, ce que le pouvoir militaire refuse. Ce dernier renforce alors la pression et arrête Mujibur Rahman, ses alliés prenant la fuite et créant un gouvernement en exil en Inde. 
Pour reprendre la main au Pakistan oriental, l'armée pakistanaise décide d'une intervention armée, qui tourne au fiasco après l'intervention de l'Inde. Le Pakistan oriental déclare alors son indépendance pour devenir le Bangladesh. Totalement humilié, le pouvoir militaire force Yahya Khan à démissionner puis transfert le pouvoir à Ali Bhutto. Ce dernier négocie alors immédiatement la paix avec ses anciens rivaux et reconnait l'indépendance du Bangladesh.